# Cuartetos vieneses (Mozart)
Los Cuartetos vieneses, K. 168-173, son una serie de seis cuartetos de cuerda escritos por Wolfgang Amadeus Mozart a finales de 1773 en Viena, de ahí el sobrenombre de los mismos.
Estos cuartetos representan un avance considerable con respecto a los Cuartetos milaneses, escritos menos de un año antes. Todos constan de cuatro movimientos, que incluyen minuetos y trios. En ellos, se aprecia la influencia de los recientemente publicados cuartetos de Joseph Haydn (Op. 9, 17 y 20) e incorporaron muchos de sus elementos.

## Los seis cuartetos
- Cuarteto de cuerda n.º 8 en fa mayor, KV 168 (1773).
- Cuarteto de cuerda n.º 9 en la mayor, KV 169 (1773).
- Cuarteto de cuerda n.º 10 en do mayor, KV 170 (1773).
- Cuarteto de cuerda n.º 11 en mi bemol mayor, KV 171 (1773).
- Cuarteto de cuerda n.º 12 en si bemol mayor, KV 172 (1773).
- Cuarteto de cuerda n.º 13 en re mayor, KV 173 (1773).